# Journal Four
Journal Four ist ein Musikalbum von Howard Riley und Keith Tippett. Die am 9. März 2016 beim The Steinway Spirio Two-Piano Festival im Pizza Express Jazz Club in London entstandenen Aufnahmen erschienen am 20. April 2022 auf NoBusiness Records. Es war das letzte Album, das Riley zu Lebzeiten veröffentlichte.

## Hintergrund
Die britischen Pianisten Howard Riley und Keith Tippett waren erfahrene Praktiker des nie weit verbreiteten Formats des Klavierduos im Jazz, sowohl zusammen als auch getrennt. Zu Rileys Partnern gehörten in seiner Karriere auch Jaki Byard (Feathers with Jaki, 1996) sowie Overdub-Sessions mit ihm selbst (Two Is One, 2006), während Tippetts Diskographie Einträge mit Stan Tracey, Daryl Runswick und Matthew Bourne enthält. Journal Four ist ihr viertes und letztes Album, das dokumentiert, was sich seit First Encounter (1981) als fruchtbares und dauerhaftes Gemeinschaftsprojekt erwies, notierte John Sharpe. Das Album enthält zunächst Solo-Stücke von jedem der beiden Musiker, die als stilistische Einführungen für das 46-minütige Titelstück dienen.

## Titelliste
- Howard Riley, Keith Tippett: Journal Four  (NoBusiness Records NBCD 152)[2]

1. Sea Walk (Tippett) 15:53
2. Misteriously (Riley) / Round Midnight (Thelonious Monk) 10:26
3. Journal Four (Riley / Tippett) 46:47

## Rezeption
Nach Ansicht von John Sharpe, der das Album in All About Jazz rezensierte, ist Tippetts „Sea Walk“ einer der Höhepunkte des Albums. Er würde die vorbereiteten und unvorbereiteten Abschnitte seines Klavierspiels einander gegenüberstellen, was zuweilen eine elektrisierende Wirkung habe und die Begegnung zweier besonders einfallsreicher Pianisten suggeriere, die improvisierte oder komponierte Melodien wiederholen, darunter sein eigenes elegisches „Dedicated to Mingus“, und zwischen rollenden Vamps und Spieluhrklängen hin- und herwechseln, als folgten sie einer fruchtbaren inneren Logik. Rileys „Misteriously / ’Round Midnight“ beziehe sich, wie der Titel andeute, auf Themen von Thelonious Monk als Teil einer klangvollen, lyrischen Entfaltung, die auch mehr als nur einen Hauch von Melancholie enthalte.
Zusammen würden sie ein sich ergänzendes Paar mit gemeinsamen Wurzeln in der Jazztradition bilden, die gelegentlich an die Oberfläche sprudeln, um Passagen zu verankern, die sich einer Kategorisierung kaum unterordnen lassen, so Sharpe weiter. Weitgehend konsonant und in einem gewissen Takt würden beide fast die gesamte Dauer über spielen, wobei einer häufig ein rhythmisches Muster beibehalte, während der andere dies in einem kaleidoskopartigen, sich rastlos entwickelnden Fluss ausschmücke.